# حلقه‌های قدرت
حلقه‌های قدرت (انگلیسی: Rings of Power) در رشته‌افسانه‌های جی. آر. آر. تالکین عبارت است از حلقه‌های جادویی که توسط سائورون یا الف‌های هولین زیر نظر سائورون ساخته شده است. سائورون می‌خواست در حالی که خودش حلقه یگانه را بدست می‌کند، الف‌ها، دورف‌ها و انسان‌ها این حلقه‌ها را بدست کنند. او با این کار می‌توانست سرنوشت سه نژاد ساکن در سرزمین میانه را بدست گیرد چون حلقهٔ یگانه که حلقه‌های دیگر را کنترل می‌کرد بدست خودش بود. نقشهٔ سائورون عملی نشد چون الف‌ها حلقه‌های خود را در دست نکردند و تا هنگامی که سائورون حلقهٔ یگانه را داشت حلقه‌های خود را پنهان کردند؛ کوتوله‌ها نیز آنچنان که سائورون انتظار داشت به فرمان حلقهٔ یگانه درنیامدند تنها انسان‌ها بردهٔ او شدند و به نازگول تبدیل شدند.
داستان ارباب حلقه‌ها مفصل به ماجرای تلاش سائورون برای بازپسگیری حلقهٔ یگانه و مقاومت و تلاش اهالی غرب برای نابودی آن می‌پردازد. حلقه یگانه در جنگ حلقه نابود می‌شود.

## حلقه‌های الفی
۳ تا از حلقه‌های قدرت به صورت پنهانی توسط کلبریمبور ساخته شده و پیش از تصرف اره گیون از آن خارج شدند.
این سه حلقه ناریا (آتش)، ننیا (آب) و ویلیا (هوا) نام داشتند.
حلقه‌های الفی پس از حلقهٔ یگانه قدرتمندترین بودند، به گفتهٔ الروند آن‌ها برای پاسبانی صلح و سلامتی اند.
صاحب نهایی این حلقه‌ها گالادریل (ننیا)، الروند (ویلیا) و گندالف (ناریا) بودند.
پس از نابودی حلقهٔ سائورون، این سه هم بی قدرت شدند.
نخستین حلقه، ناریا (Narya) بود که یک نگین قرمز رنگ داشت، احتمالاً یاقوت سرخ؛ این نام از واژهٔ عربی نار (nár) به معنی آتش گرفته شده است. همچنین به آن ناریای بزرگ، حلقهٔ آتش و حلقهٔ سرخ نیز می‌گفتند. ناریا به دارنده اش کمک می‌کند تا در برابر استبداد، سلطه و ناامیدی ایستادگی کند و دارندهٔ آن بتواند در اطرافیانش امید و خستگی ناپذیری ایجاد کند.
برپایهٔ افسانه‌های ناتمام در آغاز جنگ میان الف‌ها و سائورون، کلبریمبور، حلقه‌های ناریا و ویلیا را به گیل-گالاد، شاه بزرگ نولدور بخشید. گیل-گالاد نیز ناریا را به کیردان امانت داد. اما در داستان ارباب حلقه‌ها گیل-گالاد تنها ویلیا را دریافت می‌کند و کیردان ناریا را می‌گیرد و ننیا به گالادریل داده می‌شود.
در دورهٔ سوم، کیردان به باطن پاک گندالف به عنوان یک مایا از والینور پی می‌برد از این رو حلقه را به گندالف می‌دهد تا در شرایط دشوار از آن بهره ببرد.
حلقهٔ دوم ننیا (Nenya) از میتریل ساخته شده بود و یک نگین سفید داشت که احتمالاً الماس بود. ننیا از عبارت کوئنیای نِن (nén) به معنی آب گرفته شده است. به ننیا، حلقهٔ آب، حلقهٔ ایستادگی و حلقهٔ سفید نیز می‌گویند.
گالادریل از لوتلورین دارندهٔ ننیا بود. این حلقه پرتویی داشت که با نور ستارگان همخوانی داشت، فرودو به دلیل داشتن حلقهٔ یگانه می‌توانست ننیا را ببیند اما افراد دیگر تنها ستاره‌ای بر روی انگشت فرد می‌بینند.
دارندهٔ ننیا در برابر دشمن حفظ می‌شود اگر آسیبی به او رسد درمان می‌شود و احتمالاً از دید دشمن پنهان می‌ماند. هر چند قدرت حلقه در برابر نیروی نظامی که به سرزمین یورش می‌برد نمی‌تواند ایستادگی کند.
ویلیا (Vilya) حلقهٔ سوم است که از طلا ساخته شده و یک سنگ آبی، احتمالاً یاقوت کبود به عنوان نگین دارد. در زبان کوئنیا، ویلیا به معنی هوا است. به این حلقه، حلقهٔ هوا، حلقهٔ آبی و حلقهٔ آسمان نیز می‌گویند. قدرت ویلیا در کتاب توضیح داده نشده اما احتمالاً قدرت درمان و نگهداری در برابر دشمن را دارد. بر اساس کتاب بازگشت پادشاه، ویلیا قوی‌ترین سه حلقه است.

## حلقه‌های دورفی
تعدادشان هفت حلقه بود که به دورف‌ها عرضه شد. این حلقه‌ها دورف هارا مطیع سائورون نکرد بلکه تنها طمع و ثروت دورف‌ها زیاد شد.
به نظر می‌رسد که قدرت آن‌ها در زیاد شدن ثروت بود چرا که ترور پیش از سفر بی بازگشتش به موریا و هنگامی که خواست واپسین حلقهٔ دورفی را به پسرش تراین بدهد، به او گفت حلقه برای توست ولی بی طلا به کار نمی‌آید.
بنا به کتاب ارباب حلقه‌ها، سه تا را سائورون بزور گرفت و چهار عدد راهم اژدهایان نابود کردند.
آخرین حلقه، حلقهٔ ترور بود که طی دستگیری تراین توسط آزوگ در دول‌گولدور حلقه گرفته شد.
ممکن است سارومان توانسته باشد طی حمله به دول گولدور آن را دزدیده باشد.

## حلقه‌های انسان‌ها
این ۹ حلقه به ۹ نفر از بزرگان انسان‌ها داده شد و در نهایت آنان به نزگول تبدیل شدند.
از هویتشان خبر زیادی نیست جز آنکه سه تایشان از بزرگان نومه نور (مانند شاه جادوپیشه) و یکی ارباب ایسترلینگ‌ها به نام خامول بوده است.
با نابودی سائورون آن هاهم برای همیشه در جهان سایه گرفتار شدند.